# Stryszów

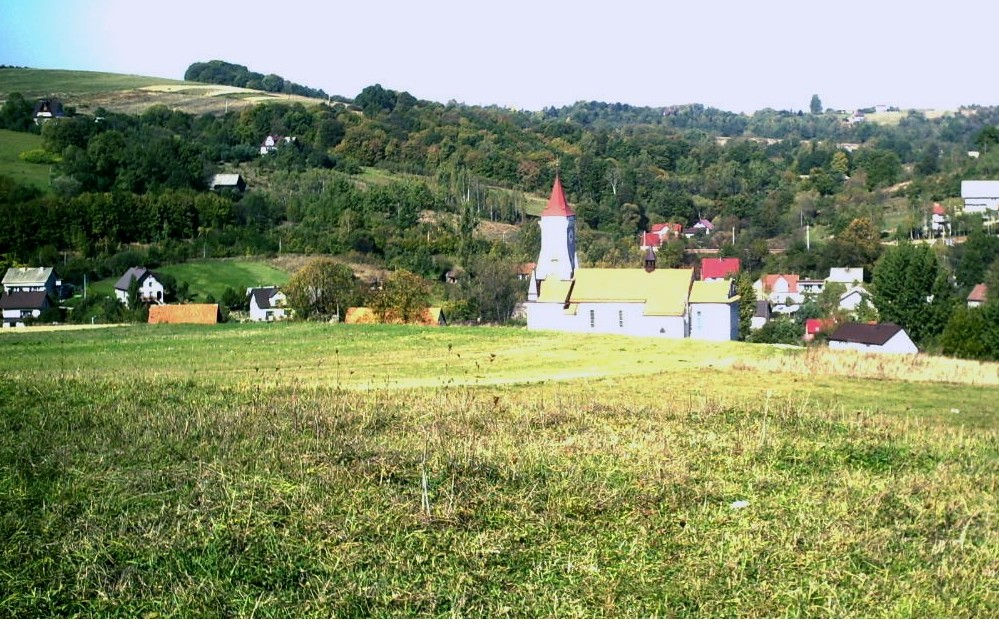
Blick auf dem Dorf

Stryszów ist ein Dorf im Powiat Wadowicki der Woiwodschaft Kleinpolen in Polen. Es ist Sitz der gleichnamigen Landgemeinde mit etwas mehr als 6850 Einwohnern.

## Geographie
Der Ort liegt am Bach Stryszawka, einen rechten Zufluss der Skawa.
Nachbarorte sind Jaroszowice im Nordwesten, Klecza Górna, Barwałd Dolny und Barwałd Średni im Norden, Stryszów im Südosten, Zagórze im Südwesten.

## Geschichte
Der Name ist possessiv und abgeleitet vom Vornamen des Urbesitzers Strysz bzw. Strzysz und wurde im 15. Jahrhundert als Strzischow erwähnt.
Politisch gehörte das Dorf ursprünglich zum Herzogtum Auschwitz, unter der Lehnsherrschaft des Königreichs Böhmen. Seit 1445 gehörte es zum Herzogtum Zator, dieses wurde im Jahr 1494 an Polen verkauft.
Bei der Ersten Teilung Polens kam Stryszów 1772 zum neuen Königreich Galizien und Lodomerien des habsburgischen Kaiserreichs (ab 1804).
1918, nach dem Ende des Ersten Weltkriegs und dem Zusammenbruch der k.u.k. Monarchie, kam Stryszów zu Polen. Unterbrochen wurde dies nur durch die Besetzung Polens durch die Wehrmacht im Zweiten Weltkrieg.
Von 1975 bis 1998 gehörte Stryszów zur Woiwodschaft Bielsko-Biała.

## Gemeinde
Zur Landgemeinde (gmina wiejska) Stryszów gehören sechs Dörfer mit einem Schulzenamt:

## Sehenswürdigkeiten
- Kirche aus dem Jahr 1742
- Gutshof aus dem 16. Jahrhundert

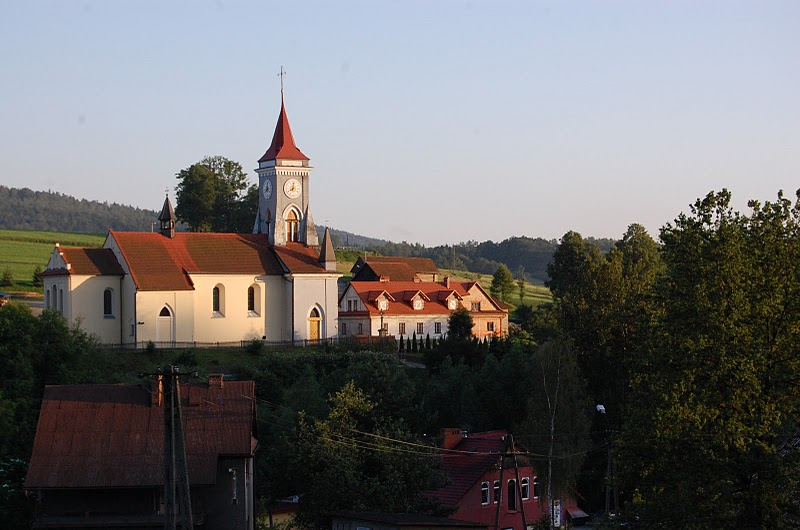
Kirche
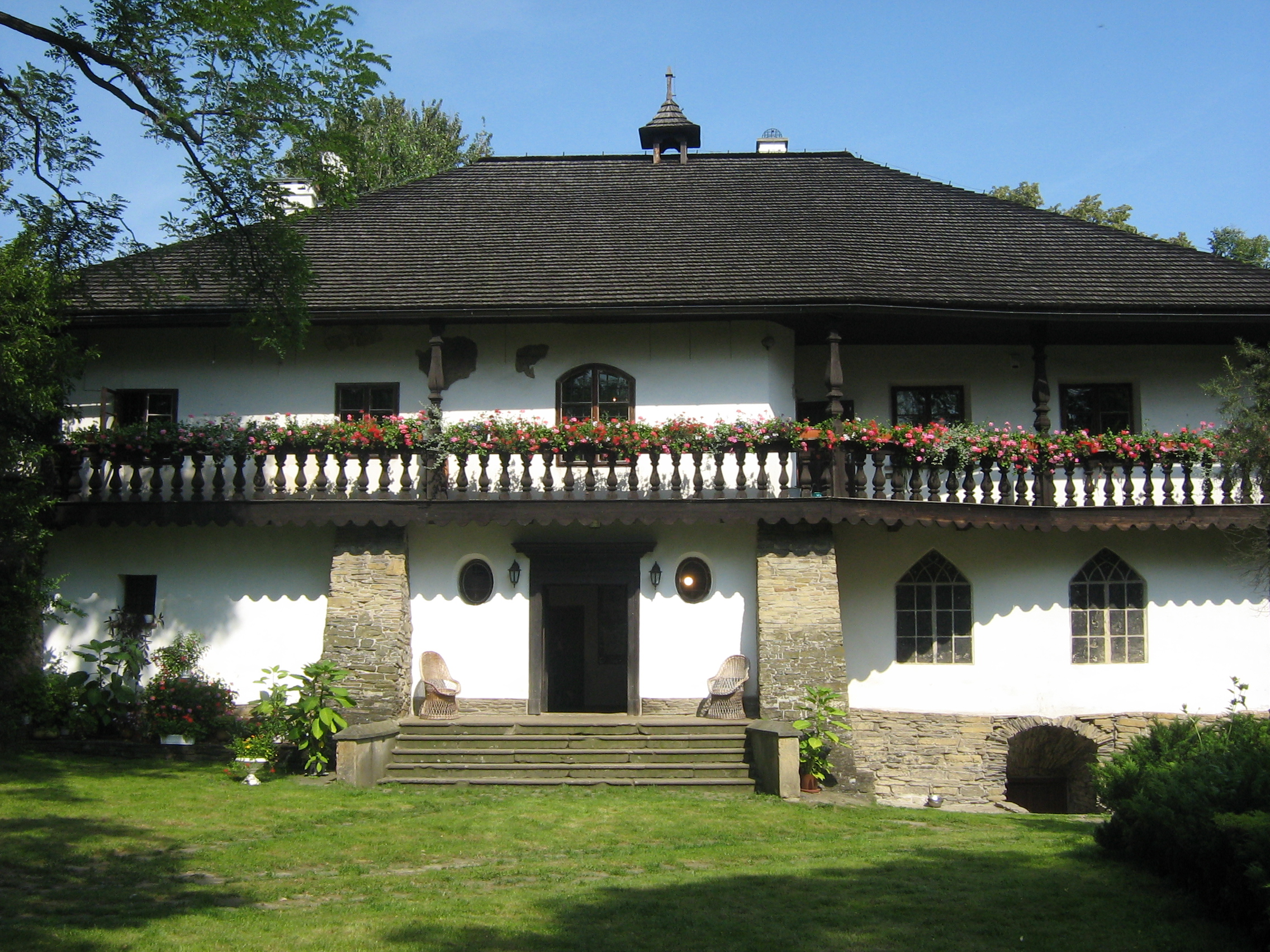
Gutshof